# Love Can就是愛你音樂驚奇之旅世界巡迴演唱會
Love Can就是愛你音樂驚奇之旅世界巡迴演唱會是由台灣男歌手陶喆第二個大型巡迴演唱會，首站於2005年8月13日在上海虹口足球場舉行，后期亦巡迴至台北、香港等地。本次巡演橫跨兩大洲，除了亞洲的場次外，還有北美洲的加拿大場次，這也是陶喆首度到西方國家開唱。

## 製作概念
此演唱會為陶喆經Soul Power 巡迴演唱會後的大型演唱會，歷時2年，總數10場。
陶喆在這場演唱會的聲線依然狀態頂峰，更演譯大量新歌，如「愛我還是他」、「就是愛你」皆為太平盛世裡的新歌，這些歌曲於2005年8月13日在虹口足球場亦全演譯。
在這場演唱會的過程陶喆同時忙於錄製太美麗，最終太美麗專輯在2006年8月4日發行，同名主打作品「太美麗」在馬來西亞及加拿大首次演譯。
演唱會再次回到陶喆的出道地方台北舉行，於2006年1月21至22日在台北小巨蛋舉行，亦為首個在台北小巨蛋舉辦演唱會的台灣歌手。最終站於2007年3月29日在加拿大航空中心舉行。

## 演出城市及場次
| 場次 | 日期           | 國家／地區 | 城市   | 場館                 | 備註                                     |
| ---- | -------------- | ---------- | ------ | -------------------- | ---------------------------------------- |
| 1    | 2005年8月13日  | 中国       | 上海   | 虹口足球場           |                                          |
| 2    | 2005年9月10日  | 中国       | 北京   | 首都體育館           |                                          |
| 3    | 2005年11月26日 | 新加坡     | 新加坡 | 新加坡室內體育館     |                                          |
| 4    | 2006年1月21日  | 臺灣       | 台北   | 台北小巨蛋           | 首位在台北小巨蛋舉行個人售票演唱會的歌手 |
| 5    | 2006年1月22日  | 臺灣       | 台北   | 台北小巨蛋           | 首位在台北小巨蛋舉行個人售票演唱會的歌手 |
| 6    | 2006年4月14日  | 香港       | 香港   | 紅磡香港體育館       |                                          |
| 7    | 2006年4月15日  | 香港       | 香港   | 紅磡香港體育館       |                                          |
| 8    | 2006年4月16日  | 香港       | 香港   | 紅磡香港體育館       |                                          |
| 9    | 2006年10月28日 | 马来西亚   | 吉隆坡 | 武吉加里爾國家體育場 |                                          |
| 10   | 2007年3月29日  | 加拿大     | 多倫多 | 加拿大航空中心       |                                          |

## 表演曲目
1. 找自己 

2. 今天没回家 

Talking 

3. 飛機場的10:30 

4. 愛我還是他 

5. 月亮代表誰的心 

6. 討厭紅樓夢 

7. Runaway 

Talking 2 

8. 沙灘+夜來香+望春風 

9. 流沙+angel 
 
10. Susan說 
 
11. 小鎮姑娘 

12. Melody 

13. 寂寞的季節 

Talking 3 

14. 鬼 

15. 黑色柳丁 

16. 孫子兵法 

17. 天天 

Talking 4 

18. 普通朋友 

19. 宮保雞丁  

20. My Anata 

21. 愛是個什麼東西 

22. Dear God 

23.	愛，很簡單 

Encore 

24. 王八蛋 

25. 就是愛你 

1. 找自己 

2. 今天没回家 

Talking 

3. 飛機場的10:30 

4. 愛我還是他 

5. 月亮代表誰的心 

6. 討厭紅樓夢 

7. Runaway 

Talking 2 

8. 沙灘+夜來香+望春風 

9. 流沙+angel 
 
10. Susan說 
 
11. 小鎮姑娘 

12. 童年（原唱：羅大佑） + Let it be（原唱：披頭四樂團） 

13. 寂寞的季節 

Talking 3 

14. 鬼 

15. 黑色柳丁 

16. 孫子兵法 

17. 天天 

18. 普通朋友 

Talking 4 

19. 二十二  

20. 無緣 

21.	愛，很簡單 

Encore 

22. 王八蛋 

23. 蝴蝶 

24. 就是愛你 

## 影音產品出版

### 曲目

#### DVD
- 01. Opening
- 02. 找自己
- 03. 今天沒回家
- 04. 飛機場的10:30
- 05. 愛我還是他
- 06. 討厭紅樓夢
- 07. RUNAWAY
- 08. Piano Medley (沙灘/夜來香/望春風/沙灘)
- 09. 組曲 (流沙/Angel)
- 10. Susan說
- 11. 小鎮姑娘
- 12. 寂寞的季節
- 13. 鬼 Overture
- 14. 鬼
- 15. 黑色柳丁
- 16. 孫子兵法
- 17. 天天
- 18. 組曲 (普通朋友/二十二/無緣)
- 19. 組曲 (宮保雞丁/My Anata)
- 20. Dear God
- 21. 愛，很簡單
- 22. 王八蛋
- 23. 就是愛你

### 发行信息
| 日期           | 產品名稱                                         | 類型 | 發行地區 |
| -------------- | ------------------------------------------------ | ---- | -------- |
| 2006年11月17日 | Love Can就是愛你音樂驚奇之旅世界巡迴演唱會 (DVD) | DVD  | 香港     |